# 楊謙
杨谦，字先豫，江苏仪征甘泉人。清朝政治人物、武進士出身。

## 生平
康熙四十五年，登丙戌科武进士第一名，后賜頭等侍衛。此后升任天津镇总兵。